# Ольшевский, Александр Васильевич
Алекса́ндр Васи́льевич Ольше́вский (16 ноября 1920, Кара-Беллык, Енисейская губерния — 20 сентября 1973, Керчь, Крымская область) — советский военный. Участник Великой Отечественной войны. Герой Советского Союза (1945). Гвардии лейтенант.

## Биография
Александр Васильевич Ольшевский родился 16 ноября 1920 года в деревне Кара-Беллык Минусинского округа Енисейской губернии (ныне — посёлок в Краснотуранском районе Красноярского края) в крестьянской семье Василия Романовича и Анастасии Ивановны Ольшевских. Русский. В начале 30-х годов семья Ольшевских переехала в село Усть-Сыда (ныне затоплено Красноярским водохранилищем). Здесь Александр Ольшевский окончил семилетнюю школу. Затем его направили на курсы трактористов. До призыва в Красную Армию Александр Васильевич работал трактористом в колхозе «Енисей».
В ряды Рабоче-крестьянской Красной Армии А. В. Ольшевский призван Краснотуранским райвоенкоматом в 1940 году. В армии Александр Васильевич освоил специальность механика-водителя танка. С началом Великой Отечественной войны часть, в которой служил Александр Ольшевский, была переброшена под Москву. В боях с немецко-фашистскими захватчиками старшина А. В. Ольшевский с 4 ноября 1941 года. Боевое крещение получил в Битве за Москву на Западном фронте. 18 ноября 1941 года танк Ольшевского был подбит в районе разъезда Дубосеково. Раненого и обожжённого танкиста эвакуировали в госпиталь. После выздоровления Александр Васильевич был направлен в Саратовское танковое училище. С апреля 1942 года младший лейтенант А. В. Ольшевский на Калининском фронте. В ходе Первой Ржевско-Сычёвской операции 19 августа 1942 года Александр Васильевич был тяжело контужен. Долго лечился в госпитале. Вновь на фронте с 14 января 1945 года. Младшего лейтенанта А. В. Ольшевского назначили командиром самоходной артиллерийской установки 1455-го самоходного артиллерийского полка 9-го танкового корпуса 2-й гвардейской танковой армии 1-го Белорусского фронта. В его составе Александр Васильевич участвовал в Висло-Одерской, Восточно-Померанской и Берлинской операции, освобождении городов Радом, Лодзь, Калиш, Познань, Кутно, Томашув, Гостынин, Ленчица, штурме немецких городов Цюллихау, Альтдамм, Берлин.
Гвардии младший лейтенант А. В. Ольшевский особо отличился в ходе Варшавско-Познанской фронтовой операции — составной части Висло-Одерской стратегической операции. 22 января 1945 года в при отражении немецкого контрудара в районе города Опатувек экипаж САУ А. В. Ольшевского вступил в бой с превосходящими силами противника, уничтожив 1 танк «Тигр», 2 танка «Т-4», 1 самоходную артиллерийскую установку «Фердинанд», 1 противотанковое орудие и до 150 солдат и офицеров вермахта. В дальнейшем умелыми действиями экипаж Ольшевского обеспечил стремительное продвижение танковой бригады к Одеру.
24 марта 1945 года указом Президиума Верховного Совета СССР гвардии младшему лейтенанту Александру Васильевичу Ольшевскому было присвоено звание Героя Советского Союза.
Войну Александр Васильевич закончил в Берлине 3 мая 1945 года. На счету экипажа Ольшевского значилось 14 уничтоженных вражеских танков и САУ. После Победы А. В. Ольшевский продолжил службу в 9-м танковом корпусе, который в июле 1945 года был переименован в 9-ю танковую дивизию в составе Группы советских войск в Германии. В 1946 году Александр Васильевич уволился в запас в звании лейтенанта. Вернулся в родные места и некоторое время жил в Краснотуранском районе. Затем уехал в Крым, жил в городе-герое Керчь Крымской области Украинской ССР. Работал диспетчером паромной переправы Крым-Кавказ. 20 сентября 1973 года Александр Васильевич скончался. Похоронен в Керчи.

Могила Ольшевского на городском кладбище Керчи.

## Награды
Имеет следующие награды:
- Медаль «Золотая Звезда» (24.03.1945);
- орден Ленина (24.03.1945);
- орден Отечественной войны 2 степени (14.05.1945);
- медали, в том числе:
  - медаль «За оборону Москвы»;
  - медаль «За взятие Берлина».
  - медаль «За освобождение Варшавы»
  - медаль «За победу на Германией»

## Память
- Именем Героя Советского Союза А. В. Ольшевского названы улицы в селе Краснотуранске и деревне Кара-Беллык Красноярского края Российской Федерации, а так же в городе Минске.

## Документы
- Общедоступный электронный банк документов «Подвиг Народа в Великой Отечественной войне 1941—1945 гг.» Дата обращения: 4 апреля 2012. Архивировано из оригинала 13 марта 2012 года.

Герой Советского Союза. Дата обращения: 3 июня 2013. Архивировано 3 июня 2013 года.
Орден Отечественной войны 2-й степени. Дата обращения: 3 июня 2013. Архивировано 3 июня 2013 года.